# Lamborghini LMA002
Lamborghini LMA002 je bio prototip terenskog vozila kojeg je dizajnirala i izradila talijanska tvrtka Lamborghini. Model je bio nastavak razvoja model LM001 i prvi put je predstavljen 1982.g. na Međunarodnom salonu automobila u Ženevi.
Nakon što su uvidjeli problem dizajna na prvotnim prototipovima terenskog vozila (Cheetah i LM001), talijanski konstruktori odlučili su premjestiti motor u prednji dio vozila, što je zahtijevalo redizajn čitave šasije. LMA002 je bio prvi terenac koji je imao ugrađen V12 motor iz cestovnog modela Countach, čime je model dobio znatno više snage od svojih prethodnika (332 KS). Pomicanje motora prema naprijed i tome sukladan redizajn znatno su povećali masu vozila, pa se je snažniji motor pokazao izuzetno korisnim, a novonastali slobodan prostor u stražnjem dijelu vozila, omogućio je smještavanje dodatih šest putnika.
Povećanje težina zahtijevalo je i redizajn ovjesa i asistirano upravljanje. Automobil je imao peterostupanjski mjenjač s hidrauličkim kvačilom. LMA002 je imao pogon na zadnje kotače, a po prvi puta se je mogao uključiti pogon na četiri kotača. Na sve dijelove karoserija moglo se je postaviti pojačanje oklopa, i cijeli krov i vrata su se mogli ukloniti.   
Proizveden je samo jedan LMA002, koji je nakon mnogih alteracija i prilagodbi, proglašen 
prilagođenim za proizvodnju i postao proizvodni model, Lamborghini LM002.

## Vanjske poveznice
- LamboCars: LMA002 specifikacije  Arhivirana inačica izvorne stranice od 20. rujna 2006. (Wayback Machine) (engl.)